# Kamenná trouba (přírodní rezervace)
Kamenná trouba je přírodní rezervace v Českomoravské vrchovině na pomezí okresů Pelhřimov a Havlíčkův Brod jižně od Lipnice nad Sázavou. Oblast spravuje Krajský úřad Kraje Vysočina. Rezervace má výměru 62,97 ha. Důvodem ochrany jsou luční biotopy při meandrujícím Pstružném potoce. V severní části rezervace se nachází rybník Kamenná trouba.

## Galerie

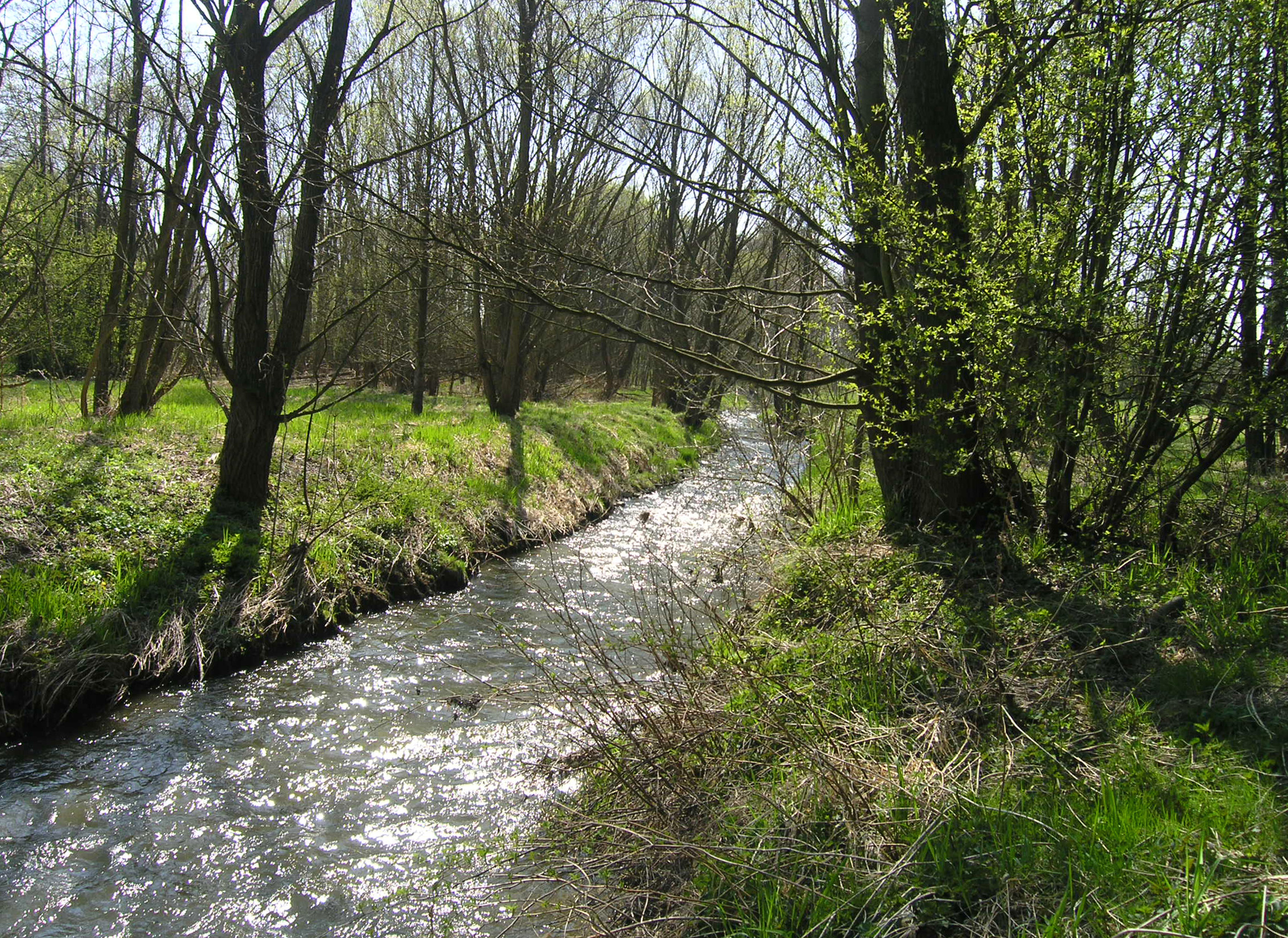
Pstružný potok
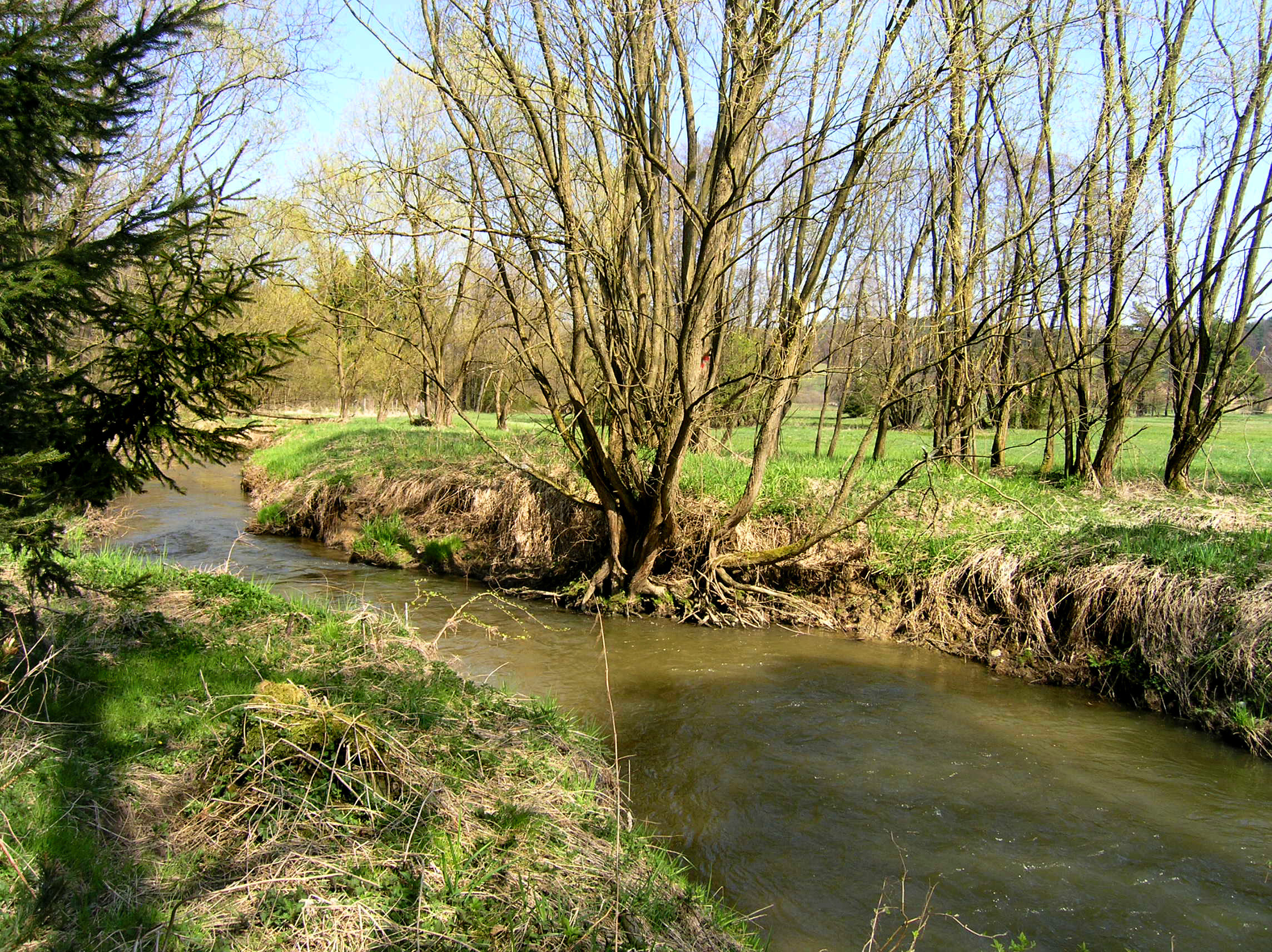
Louky u Pstružného potoka